# Pleurothallis tentaculata
Pleurothallis tentaculata là một loài thực vật có hoa trong họ Lan. Loài này được (Poepp. & Endl.) Lindl. miêu tả khoa học đầu tiên năm 1837.